# Хромцовское сельское поселение
Хромцо́вское сельское поселение — муниципальное образование в западной части Фурмановского муниципального района Ивановской области с центром в селе Хромцово.

## История
Хромцовское сельское поселение образовано 25 февраля 2005 года в соответствии с Законом Ивановской области № 51-ОЗ. 

## Население
| 2002  | 2010  | 2011  | 2012  | 2013  | 2014  | 2015  |
| ----- | ----- | ----- | ----- | ----- | ----- | ----- |
| 1570  | ↘1416 | ↘1409 | ↘1375 | ↘1356 | ↘1354 | ↘1322 |
| 2016  | 2017  | 2018  | 2019  | 2020  | 2021  |       |
| ↘1301 | ↘1279 | ↘1265 | ↘1233 | ↘1224 | ↘905  |       |

## Состав сельского поселения
| №  | Населённый пункт | Тип населённого пункта       | Население |
| -- | ---------------- | ---------------------------- | --------- |
| 1  | Березники        | село                         | ↗36       |
| 2  | Вакорино         | деревня                      | 1         |
| 3  | Вахрово          | деревня                      | 0         |
| 4  | Маланино         | деревня                      | 0         |
| 5  | Малаховская      | деревня                      | 15        |
| 6  | Марьинское       | село                         | ↘211      |
| 7  | Мостечное        | деревня                      | ↘26       |
| 8  | Новинки          | деревня                      | ↘6        |
| 9  | Новое Первое     | деревня                      | 13        |
| 10 | Слабунино        | деревня                      | 29        |
| 11 | Скоково          | деревня                      | 5         |
| 12 | Филиковка        | деревня                      | 5         |
| 13 | Хромцово         | село, административный центр | ↗1069     |

## Инфраструктура
В поселении имеет общеобразовательную школу, детский сад, 2 сельских дома культуры, 2 библиотеки, 2 отделения связи, 2 АТС, 4 магазина.
Градообразующим предприятием Хромцова является ОАО «Хромцовский карьер», запущенный в эксплуатацию в 1975 году.
В 1994—1996 годах газифицировано село Марьинское.